# Girobicúpula cuadrada elongada
En geometría, la girobicúpula cuadrada elongada es uno de los sólidos de Johnson (J37). Los 92 sólidos de Johnson fueron nombrados y descritos por Norman Johnson en 1966.
Como sugiere su nombre, puede construirse elongando una girobicúpula cuadrada (J29) e insertando un prisma octogonal entre sus dos mitades. El sólido resultante es localmente regular por vértices — la disposición de las cuatro caras que inciden en cada vértice es la misma para cada vértice; esta propiedad es única entre los sólidos de Johnson. Sin embargo, no es realmente transitivo por vértices, y por tanto no es uno de los sólidos arquimedianos, ya que hay pares de vértices tales que no existe ninguna isometría del sólido que lleve un vértice al otro. Esencialmente, se pueden distinguir dos tipos de vértices según sus «vecinos de vecinos». Otra manera de ver que el poliedro no es regular por vértices pasa por observar que hay un solo cinturón de ocho cuadrados alrededor de su ecuador, por lo cual se distinguen los vértices del cinturón de los vértices de cualquiera de los lados.
| Rombicuboctaedro | Detalle de las secciones | Pseudorrombicuboctaedro |

Este sólido también puede considerarse como el resultado de girar una de las cúpulas cuadradas (J4) de un rombicuboctaedro (uno de los sólidos arquimedianos) por 45 grados. Su similitud con el rombicuboctaedro le confiere el nombre alternativo de pseudorrombicuboctaedro'.

## Simetría
Al colorear sus caras según su simetría D4d, se ve así:
| Desarrollo |

Ocho cuadrados (verdes) forman el ecuador, y hay 4 y 4 cuadrados (amarillos) arriba y abajo, así como un cuadrado (azul) en cada polo.